# معركة تل أبيض (2016)
معركة تل أبيض هي غارة شنها تنظيم الدولة الإسلامية في العراق والشام في بلدة تل أبيض التي تسيطر عليها وحدات حماية الشعب في نهاية فبراير 2016، خلال الحرب الأهلية السورية.

## خلفية
في يوليو 2015، استولت ميليشيا وحدات حماية الشعب على تل أبيض، الذي كان يسيطر عليه تنظيم الدولة الإسلامية سابقا، وربطت بين كل من كانتوني كوباني والجزيرة الكرديان. ومنذ ذلك الحين، تم استيعاب المدينة ذات الأغلبية العربية في كانتون كوباني.

## المعركة
وفقا للمرصد السوري لحقوق الإنسان، فإنه قبل شهر من بداية المعركة، دخل عدد كبير من عملاء الدولة الإسلامية النائمة المتخفين في صورة مدنيين ومقاتلين من قوات سوريا الديمقراطية أو وحدات حماية الشعب إلى تل أبيض. وكان معظم هؤلاء يطلق عليهم «أشبال الخلافة» أو وحدات «داعش» من الجنود الأطفال.
في 27 فبراير 2016، في حوالي الساعة 23:00 بالتوقيت المحلي (9 مساء بتوقيت جرينتش)، هاجم أكثر من مائة من متشددي الدولة الإسلامية بلدة تل أبيض التي تسيطر عليها وحدات حماية الشعب، وهي معبر رئيسي على طول الحدود السورية-التركية، بعد ساعات فقط من سريان وقف عام لإطلاق النار في سوريا. ووفقا للمتحدث العسكري لوحدات حماية الشعب ريبور خليل، فإن الهجوم لم يكن لاستعادة تل أبيض بل لقطع الكانتونات الكردية إلى النصف والقيام بأكبر قدر ممكن من الأضرار، وهو ما يذكرنا بمذبحة كوباني.